# 阿林娜·贝尔加拉
阿林娜·贝尔加拉（西班牙語：Alina Vergara，1966年10月7日—），阿根廷女子曲棍球运动员。她曾代表阿根廷参加1987年泛美运动会曲棍球比赛，获得一枚金牌。她也曾出战1988年夏季奥运会。